# Gambusia gaigei
Gambusia gaigei е вид лъчеперка от семейство Poeciliidae. Видът е световно застрашен, със статут Уязвим.

## Разпространение
Разпространен е в САЩ.